# حدادان
حدادان هي قرية في مقاطعة كليبر، إيران. عدد سكان هذه القرية هو 629 في سنة 2006.